# Kōta Ōsone
Kōta Ōsone (japanisch 大曽根 広汰 Ōsone Kōta; * 17. August 1999 in der Präfektur Tokio) ist ein japanischer Fußballspieler.

## Karriere
Kōta Ōsone erlernte das Fußballspielen in der Jugendmannschaft des Erstligisten Kawasaki Frontale sowie in der Universitätsmannschaft der Nippon Sport Science University. Seinen ersten Profivertrag unterschrieb er am 1. Februar 2022 bei Vegalta Sendai. Der Verein aus Sendai, einer Großstadt in der Präfektur Miyagi, spielte in der zweiten japanischen Liga, der J2 League. Sein Zweitligadebüt gab Kōta Ōsone am 20. Februar 2022 (1. Spieltag) im Heimspiel gegen Albirex Niigata. Hier wurde er in der 63. Minute für Yasushi Endō eingewechselt. Das Spiel endete 0:0. In seiner ersten Saison bestritt er fünf Ligaspiele. Zu Beginn der Saison 2023 wechselte er im Februar 2023 auf Leihbasis zum Zweitligaaufsteiger Fujieda MYFC. Für den Klub aus Fujieda bestritt er sechs Zweitligaspiele. Nach der Ausleihe wurde er am 1. Februar 2024 von Fujieda fest unter Vertrag genommen.